# ISO 20022
ISO 20022 est une norme ISO régissant l'échange de données informatisé entre les institutions financières. Elle décrit un référentiel de métadonnées contenant des descriptions de messages et de processus d'affaires, et un processus de maintenance pour le contenu du référentiel.
Le référentiel contient un très grand nombre de métadonnées de services financiers qui ont été partagées et standardisées à travers l'industrie. Les métadonnées sont décrites  grâce au langage UML avec un profil UML spécifique pour l'ISO 20022. Tout ceci donne le métamodèle ISO 20022 (un modèle de modèles). Le profil UML correspond à ce métamodèle transcrit en UML. Les métadonnées sont transformées en syntaxes de messages utilisés dans les réseaux financiers. La première syntaxe prenant en charge ces messages est le schéma XML.
La norme ISO 20022 est très largement utilisée dans les services financiers. Les organismes utilisant la norme ISO 20022 sont, entre autres : FIX Protocol Limited (Financial Information eXchange), ISDA (FpML), ISITC, Omgeo, Electra Protocol, SWIFT, et Visa.
La norme ISO 20022 a remplacé la norme ISO 15022. Elle était d'ailleurs appelée “ISO 15022 2e édition” à l'origine. La norme ISO 15022 remplaçait elle-même la norme ISO 7775.

## Décomposition de la norme
- Norme ISO 20022 sur les services financiers - système universel de messages pour l'industrie financière.
  - Partie 1 : Méthodologie et présentation des caractéristiques générales des entrées et sorties de/vers le référentiel ISO 20022 (a le statut de norme internationale), numérotée ISO 20022-1:2004
  - Partie 2 : Rôle et responsabilités des organismes d’enregistrement (registration bodies) (a le statut de norme internationale), numérotée ISO 20022-2:2007
  - Partie 3 : Lignes directrices de modélisation de l’ISO 20022 (a le statut de spécification technique), numérotée ISO/TS 20022-3:2004
  - Partie 4 : Règles de conception de XML pour l’ISO 20022 (a le statut de spécification technique), numérotée ISO/TS 20022-4:2004
  - Partie 5 : Ingénierie inversée de l’ISO 20022 (a le statut de spécification technique), numérotée ISO/TS 20022-5:2004
  - Partie 6 : Caractéristiques du transport des messages ISO 20022 (a le statut de norme internationale), numérotée ISO 20022-6:2009

## Gestion de la norme
- La norme est délivrée par le comité technique ISO/TC 68, qui est responsable des services financiers de l’ISO.
- La norme est gérée par le SC4, un sous-groupe du TC68 dont la charte concerne "la gestion de la norme ISO 20022".
- La société SWIFT est l’autorité d’enregistrement (registration authority) pour la norme ISO 20022.

## Adoption
En 2015, un rapport de la Réserve fédérale des États-Unis a statué que l'Europe avait un niveau "mature" par rapport à l'adoption de la norme ISO 20022 ; que cette dernière était en "croissance" en Inde, en Afrique du Sud, au Japon, à Singapour et en Suisse ; et que l'Australie, le Canada, le Royaume-Uni et la Nouvelle-Zélande commençaient à s'y intéresser. Le rapport concluait que la Réserve Fédérale devait pousser pour l'adoption de la norme ISO 20022 dans le système financier américain.

### Adoption en Europe
La majorité des paiements en Europe respectent la norme ISO 20022. En UE, l'EPC (le Conseil européen des paiements / European Paiement Council) est l'organisme qui publie les guides de référence pour chaque type de paiement. L'initiative d'intégration des paiements SEPA en Europe a permis d'harmoniser les prérequis de chaque pays par rapport aux différents formats ISO. En particulier le format de paiement SEPA SCT (SEPA credit transfer pour les virements bancaires), peut être communiqué grâce au format XML ISO 20022 pain.001. Les Prélèvements SEPA (SEPA Direct Debit), peuvent être communiqués grâce au format XML ISO 20022 pain.008. Peu de formats de paiements n'ont pas été intégrés aux normes SEPA. En France, la lettre de change relevée ou LCR est un des types de paiements qui n'étaient pas intégrés à l'initiative SEPA. Les lettres de change relevées peuvent toutefois être exécutées en communiquant des documents de paiements au format pain.008 proposé par la norme ISO 20022, puisque la LCR est une variante du paiement par prélèvement.

### Adoption aux Etats-Unis
Les Etats-Unis n'ont pas aujourd'hui (janvier 2017) adopté la norme ISO 20022. Au cours d'une session du 27 septembre 2016 pour le Sibos (SWIFT International Banking Operations Seminar), les acteurs du secteurs des paiements américains ont présenté les objectifs des Etats-Unis vis-à-vis de l'adoption de la norme. Pour les paiements urgents à haute valeur, traités par le système RBTR local, l'objectif est d'adopter la norme ISO 20022 à partir de 2020. Les spécifications techniques pour chaque format de paiements doivent être publiées fin 2017. Cependant, pour les paiements traités par la ACH (Automated Clearing House), la chambre de compensation locale qui gère les paiements à plus faibles valeurs, les Etats-Unis hésitent entre une stratégie d'intégration et une stratégie de conversion à la norme ISO 20022. Les efforts sont actuellement focalisés principalement sur une meilleure intégration avec la norme ISO, mais pas une complète conversion. En effet, les formats de paiements locaux permettent de transmettre des informations de paiements plus détaillées, en particulier pour ce qui concerne les informations liées aux avis de versement (remittance information), et les Etats-Unis conserveront ces spécificités. L'objectifs est aujourd'hui de fournir des guides pour transposer chaque format de paiement local dans le format correspondant en norme ISO. La majorité des formats ont déjà été transposés, en particulier en ce qui concerne les formats pour les virements bancaires (pain.001) et les prélèvements (pain.008). 